# TuSpo Liegnitz
TuSpo Liegnitz was een Duitse sportclub uit Liegnitz, dat tegenwoordig het Poolse Legnica is.

## Geschiedenis
In 1937 drong de Nationalsozialistische Reichsbund für Leibesübungen aan op een hereniging tussen turnclub ATV Liegnitz en voetbalclub SpVgg 1896 Liegnitz, dat tot 1924 een onderdeel van ATV was. Toen moest de voetbalafdeling van de overheid zelfstandig worden en nu werd dit teruggedraaid, mede omdat SpVgg op een faillissement afstevende.
De club nam de plaats van SpVgg over in de Bezirksliga Niederschlesien, de tweede klasse en eindigde op de vierde plaats. Het volgende seizoen werd de club groepswinnaar maar verloor de titelfinale van SSVgg Bunzlau. In 1939 eindigden ze samen met SC Preußen 1911 Glogau eerste in de groep en via een play-off wisten ze zich voor de titelfinale te plaatsen tegen STC Görlitz. De club speelde thuis gelijk en verloor in Görlitz. Echter door het uitbreken van de Tweede Wereldoorlog werd de Gauliga in twee reeksen verdeeld en mocht TuSpo als vicekampioen alsnog promoveren.
In de Gauliga werd de club tweede achter Breslauer FV 06. Om een onbekende reden trok de club zich echter vrijwillig terug uit de Gauliga en ging terug naar de Bezirksliga waar ze tweede werden. Na dit seizoen werd de Gauliga opgesplist en plaatste de club zich voor de Gauliga Niederschlesien. Na twee seizoenen middenmoot werd de Gauliga door verwikkelingen in de oorlog nog onderverdeeld in vier reeksen, de club werd derde. Aan het laatste seizoen, dat na één speeldag stopgezet werd namen enkel clubs uit Breslau deel.
Na het einde van de oorlog werd Liegnitz een Poolse stad. De Duitsers werden verdreven en alle Duitse voetbalclubs werden ontbonden.